# Darryl Ponicsan
Darryl Ponicsan  (26. svibnja 1938.) američki je pisac.

## Biografija
Ponicsan je najpoznatiji kao autor romana iz 1971. Posljednji zadatak, koji je adaptiran u 1973. film u kojem glumi Jack Nicholson, a za 1973. roman i scenarij Cinderella Liberty, glumi James Caan.
On je rođen u Shenandoahu, Pennsylvania, sin Franka G., trgovca, i Anne Kuleck. Pohađao Muhlenberg College, (AB, 1959.) i Cornell University, (MA, 1965.).
Bio je profesor engleskog jezika u srednjoj školi u Owego, New York, 1959. – 62., socijalni radnik u Okrugu Los Angeles, Los Angeles, Kalifornija 1965., te nastavnik engleskoga jezika u Kaliforniji 1966. – 69.
Ponicsan je također pisao scenarije za film A Girl Called Hatter Fox (1977.), film Taps (1981.), Vision Quest (1985.), Nuts (1987.), The Boost (1988.), School Ties (1992.), HBO film The Enemy Within (1992.), i CBS serija The Mississippi (1983).